# مارك دريسكول (لاعب كرة قدم أمريكية)
مارك دريسكول (بالإنجليزية: Mark Driscoll)‏ هو لاعب كرة قدم أمريكية أمريكي، ولد في 28 يوليو 1953 في لا جونتا في الولايات المتحدة.